# Didia (scribe)
Pour les articles homonymes, voir Didia.
Didia est un scribe dans l'Égypte antique, chef des dessinateurs d'Amon sous les règnes d'Ahmôsis Ier à Thoutmôsis III. Il est connu grâce à une stèle conservée au Musée du Louvre. Cette stèle, gravée sur les deux faces, est sculptée en relief incisé, sauf pour les divinités qui sont en haut-relief.
Sur cette stèle, on apprend que Didia est le fils du chef des dessinateurs d'Amon, Hatya, et qu'il est marié à la maîtresse de la maison, chanteuse d'Amon, Iouy. On y trouve également les cartouches du nom de Nesout-bity d'Ahmôsis Ier (Nebpéhtyrê), de Thoutmôsis III (Menkhéperrê), et d'Amenhotep Ier (Djéserkarê) et enfin celui de la grande épouse royale, Ahmès-Néfertary.